# Cinclidotus aquaticus
Cinclidotus aquaticus là một loài rêu trong họ Cinclidotaceae. Loài này được Hedw. Bruch & Schimp. mô tả khoa học đầu tiên năm 1842.